# Internationale Hochschule Liebenzell

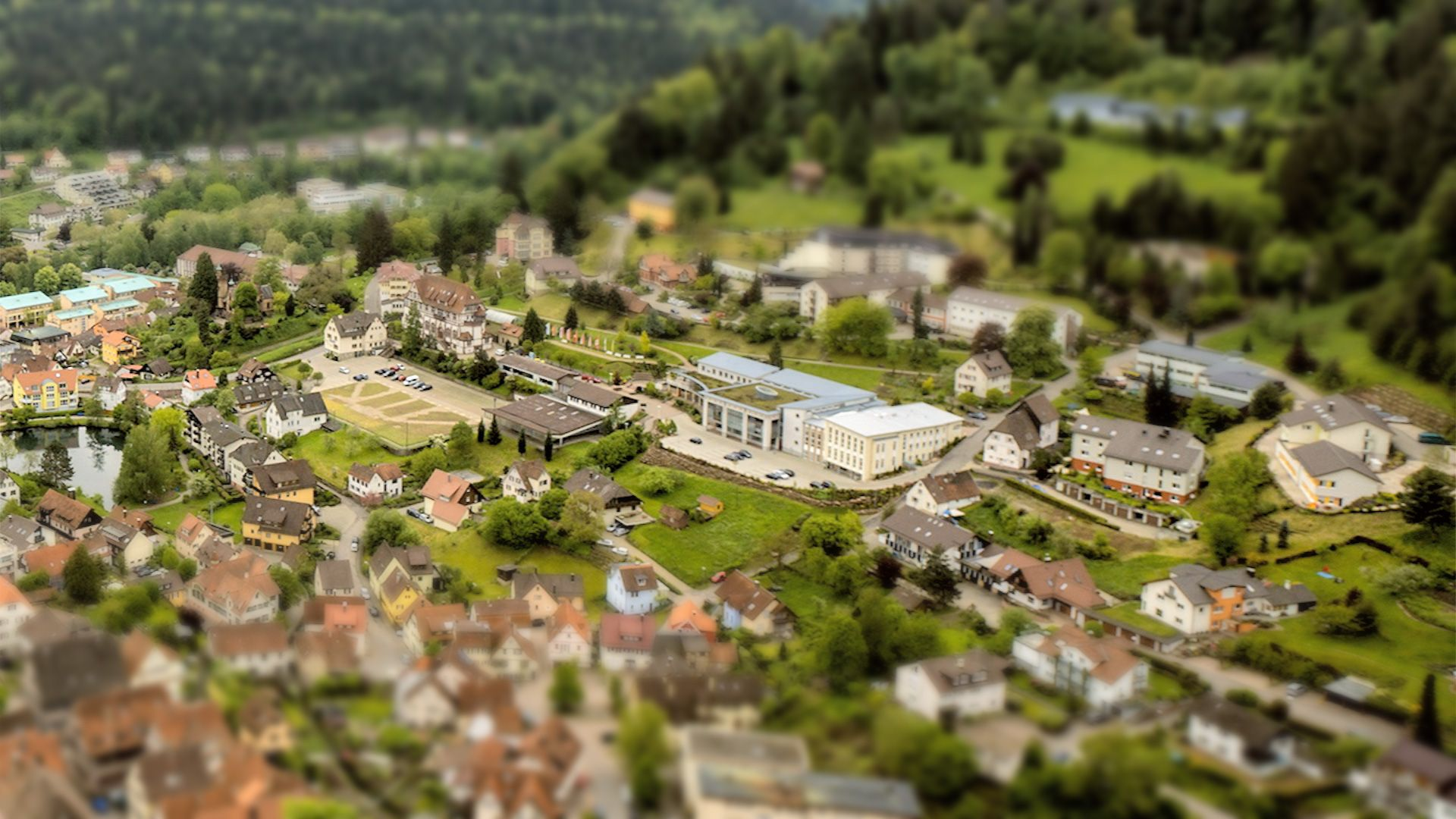
Campus in Bad Liebenzell

Die Internationale Hochschule Liebenzell (IHL) mit Sitz in Bad Liebenzell im nördlichen Schwarzwald wurde im Jahr 2011 gegründet und ging aus dem Theologischen Seminar der Liebenzeller Mission (ThSLM) hervor. Die Hochschule bietet mit ca. 300 Studierenden in derzeit 5 Bachelor- bzw. Masterstudiengängen eine fundierte Ausbildung in verschiedenen Bereichen der Evangelischen Theologie, Pädagogik und Sozialen Arbeit. Ein Forschungsinstitut für theologische, interkulturelle und soziale Fragen ergänzt das wissenschaftliche Angebot der Hochschule.
Die IHL ist eine private, staatliche anerkannte, Hochschule unter Trägerschaft der Liebenzeller Mission. Mögliche Berufsfelder mit einem Abschluss an der IHL bestehen in der Arbeit mit Kindern, Jugendlichen und Erwachsenen, in Gemeinde und Mission, im Bereich der Sozialen Arbeit und Pädagogik oder künftig auch der internationalen Entwicklungshilfe.

## Studium

### Bachelor-Studiengänge
An der IHL werden derzeit vier Bachelor-Studiengänge angeboten, welche jeweils einen Schwerpunkt auf interkulturelle Studien legen. Die Studiengänge sind international ausgerichtet, ein Auslandssemester ist an zahlreichen Partnerhochschulen möglich.
- Der B.A. Evangelische Theologie führt in acht Fachsemestern durch die biblischen Sprachen und die Grunddisziplinen der Theologie. Der Studiengang wird von Andreas-Christian Heidel geleitet.
- Der B.A. „Theologie/Pädagogik im interkulturellen Kontext“ kann ebenfalls in acht Fachsemestern studiert werden und ermöglicht interessante Zusatzqualifikationen. In diesem Studiengang ist im Hauptstudium eine Profilwahl möglich. Geleitet wird der Studiengang von Thomas Eisinger.
- Im B.A. „Theologie/Soziale Arbeit im interkulturellen Kontext“ sind ein obligatorisches, sechsmonatiges, fachlich begleitetes Praxissemester in Sozialer Arbeit im In- oder Ausland, sowie die Möglichkeit zu einem Auslandssemester in das Studium integriert. Nach Abschluss des Studiums erlangen die Studierenden die staatliche Anerkennung zum Sozialarbeiter. Die Studiengangleitung liegt bei Detlef Hiller.
- Der B.A. "Theology/Development Studies" ist ein englischsprachiger Studiengang und kann in acht Fachsemestern Regelstudienzeit absolviert werden. Dabei werden theologische, religionswissenschaftliche und interkulturelle Kompetenzen mit den Themenbereichen Entwicklungszusammenarbeit und Humanitäre Hilfe verbunden. Der hohe Praxisbezug wird durch ein obligatorisches Auslandssemester sowie ein Praxissemester, das ebenfalls im Ausland absolviert werden sollte, dokumentiert. Der Studiengang wird geleitet von Detlef Hiller.

### Master-Studiengänge
Die IHL bietet einen konsekutiven theologischen M.A. „Evangelische Theologie“ an. Des Weiteren kann der M.A. „Theologie – Gemeinde – Weltchristenheit“ studiert werden; dieser Studiengang wird von Tobias Schuckert verantwortet.

### Weiterbildungsprogramme
Neben den genannten klassischen Studiengänge bietet die IHL auch Weiterbildungsprogramme an. Die beiden Master-Studiengänge „Evangelische Theologie“ und „Theologie – Gemeinde – Weltchristenheit“ in einer berufsbegleitenden Variante runden das Lehrangebot ab.

## Partner
Ein weltweites Studieren wird durch Auslandssemester an ausländischen Partnerhochschulen ermöglicht.

## Forschungsinstitut
2017 hat die Hochschule das Forschungsinstitut LIMRIS (Liebenzeller Institut für missionswissenschaftliche, religionswissenschaftliche, interkulturelle und soziale Studien) eröffnet, das seit 2019 von Friedemann Burkhardt geleitet wird. Forschungsgegenstand ist der interkulturelle Gemeindebau. Außerdem werden Mitarbeiter der Mission und einheimische Kirchen in ihrer missionarischen Praxis wissenschaftlich begleitet.
In der 2022 veröffentlichten Metropolstudie „Stuttgarter Gottesdienst- und Gemeindestudie“ wurden 1.418 Gemeinden und Gemeinschaften im Stadtkreis Stuttgart und fünf umgebenden Landkreisen untersucht. Von den rund 2,7 Millionen Bewohnern des Großraums besuchen in jeder Woche etwa fünf Prozent einen Gottesdienst. Die Studie bringt Kenntnisse über die Gesamtheit der Gemeinden in ökumenischer Perspektive und in ihrer denominationellen Differenzierung, die Pluralität des Protestantismus, den Pietismus der Gegenwart, internationale Gemeinden sowie die Wirklichkeit des Gottesdienstes und seine Relevanz.

## Geschichte
Die IHL wurde im Jahr 2011 gegründet, vom Wissenschaftsrat der Bundesrepublik Deutschland institutionell akkreditiert und vom Land Baden-Württemberg staatlich anerkannt. Die Reakkreditierung erfolgte im Jahr 2015, die 2024 in eine unbefristete Anerkennung umgewandelt wurde. Die IHL ging aus dem „Theologischen Seminar der Liebenzeller Mission“ (ThSLM) hervor, das die theologische Ausbildungsstätte einer der großen Missionsgesellschaften in Europa war, die damals mit 29 Studenten begann. 2024 zählte sie über 330 Studenten in sechs Studiengängen mit rund 30 Dozenten, darunter 17 Professoren. Über 1.800 Frauen und Männer studierten bis 2024 in Bad Liebenzell.
Der 1899 als deutscher Zweig der von Hudson Taylor begonnenen China-Inland-Mission, der heutigen Liebenzeller Mission, wurde in Hamburg gegründet und siedelte 1902 in den Nordschwarzwald über. Im Jahr 1900 begann man mit der Ausbildung von „Missionszöglingen“. Seit 1921 wurden Absolventen des Theologischen Seminars der Liebenzeller Mission (ThSLM) nicht nur im Ausland, sondern auch in Deutschland eingesetzt. Neben Missionaren und Missionsschwestern wurden nun auch Prediger für die Freundeskreise, die die LM in der Heimat unterstützten, ausgebildet. Später wurden diese in den neupietistischen, zum Evangelischen Gnadauer Gemeinschaftsverband gehörenden Süddeutschen Gemeinschaftsverband, Liebenzeller Gemeinschaftsverband und Evangelischer Gemeinschaftsverband Rhein-Main sowie dem Südwestdeutschen EC-Verband (SWD-EC) organisiert und zusammengefasst.
Um den wachsenden Anforderungen in der Weltmission und in den sich formierenden Gemeinschaften zu genügen, wurden mehrmals Reformen der Ausbildungsgänge durchgeführt: 1925 wurde die Studienzeit von zwei auf vier Jahre erhöht. 1949 führte man den Unterricht von Bibelgriechisch ein. Zugleich wurde das Studium um ein Jahrespraktikum zwischen dem dritten und vierten Studienjahr verlängert. 1980 trat das ThSLM der European Evangelical Accrediting Association (EEAA) bei, was zu einer Reduzierung der Zahl der Unterrichtsstunden und einer Erhöhung des Anteils des Eigenstudiums führte. Ab 1995 ging das ThSLM zusammen mit den beiden anderen großen theologischen Ausbildungsstätten im Raum des Evangelischen Gnadauer Gemeinschaftsverbandes den Weg einer als CTL (Chrischona-Tabor-Liebenzell) bekannt gewordenen Ausbildungskooperation.
In der über 110-jährigen Geschichte des ThSLM absolvierten mehr als 1640 Studierende die Ausbildung. Zu ihren Aufgaben gehören Gründung, Aufbau und Betreuung christlicher Gemeinden, Entwicklung ganzheitlich-orientierter Curricula, Aufbau von Bildungsinstitutionen und Schulung einheimischer Kirchenmitarbeiter, sozial-diakonische Arbeit mit Straßenkindern oder Suchtkranken, Aufbau von Klinikprojekten in ländlichen Gebieten, Leitung und Betreuung von Bibelübersetzungsprojekten in verschiedene Sprachen und primäre Schulbildung, sowie der Aufbau und die Betreuung regionaler Jugendarbeit.
Vereinheitlichte Wissenschaftsreformen in Europa wie der Bologna-Prozess und eine zunehmende Professionalisierung von Gemeinde- und Missionsarbeit führten zur Gründung der Internationalen Hochschule Liebenzell, wo vor allem in Bachelor-Studiengängen ein Schwerpunkt auf interkulturelle Studien gelegt wird und Auslandsstudiensemester und Praxissemester im Ausland ideell und teilweise finanziell gefördert werden.
Träger der IHL ist die Liebenzeller Mission. Die IHL ist Mitglied der Konferenz Bibeltreuer Ausbildungsstätten sowie außerordentliches Mitglied im Verband der Privaten Hochschulen e. V.

## Dozenten

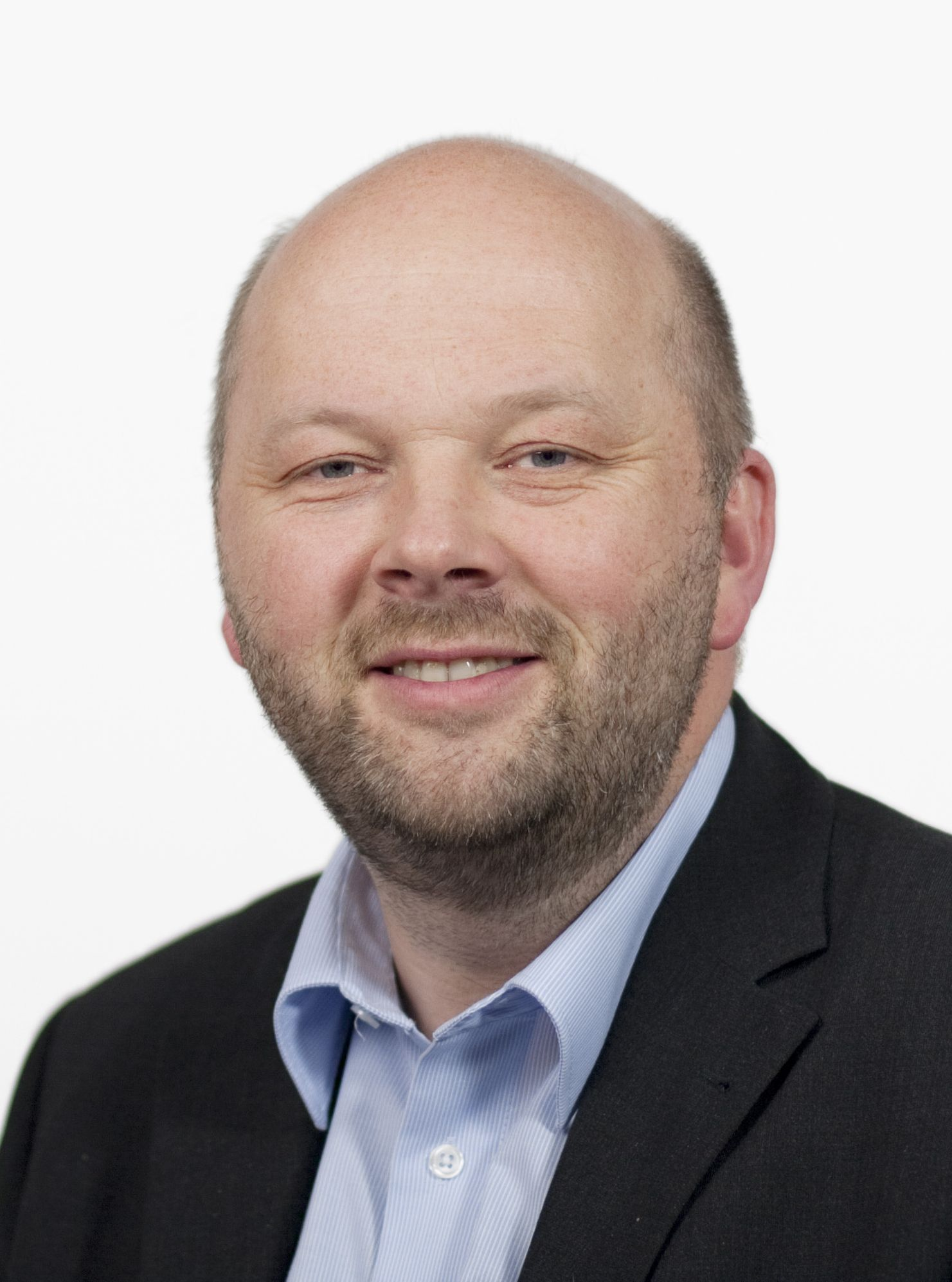
Rektor: Volker Gäckle

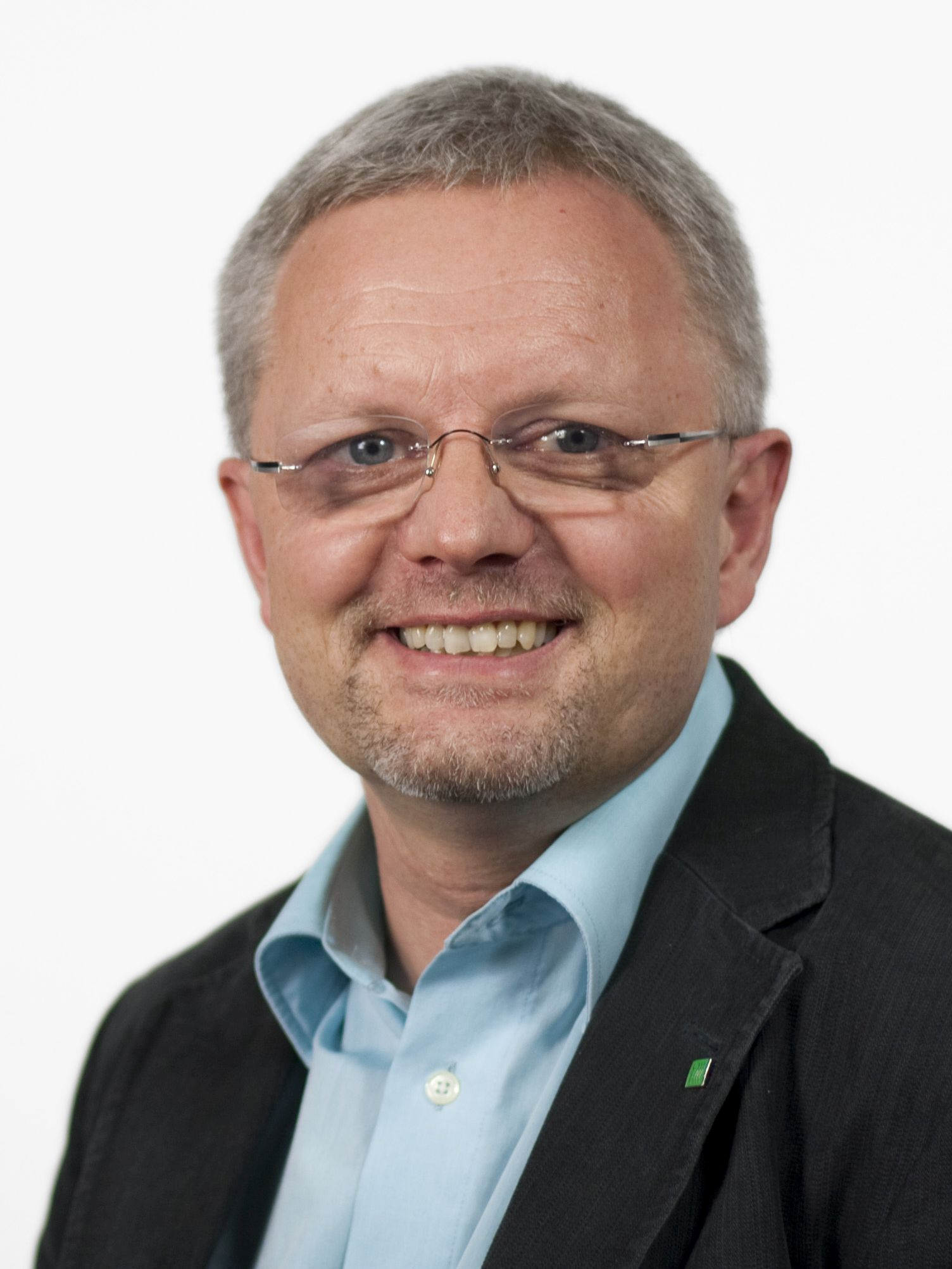
Kanzler: Thomas Eisinger

- Volker Gäckle (* 1964), Rektor, Professor für Neues Testament
- Roland Deines (* 1961), Prorektor für Forschung und Professor für Biblische Theologie und Antikes Judentum
- Thomas Eisinger (* 1960), Kanzler, Wissenschaftlicher Mitarbeiter für Erlebnispädagogik, Coaching und Persönlichkeitsentwicklung
- Tobias Schuckert (* 1975), Professor für Interkulturelle Theologie und Religionswissenschaft, Prorektor für Studium und Lehre, Mitarbeiter am LIMRIS-Institut
- Friedemann Burkhardt (* 1961), Wissenschaftlicher Mitarbeiter im Bereich Praktische Theologie, Leiter der Weiterbildung „Gemeindeentwicklung“, und Leiter des LIMRIS
- Eduard Ferderer (* 1988), Professor für Kirchengeschichte
- Marcel Folz, Wissenschaftlicher Mitarbeiter in den Bereichen Hebräisch und Altes Testament
- Marie-Ève Geiger (* 1990), Wissenschaftliche Mitarbeiterin im Bereich Neues Testament, Dozentin für Altgriechisch
- Magdalene Handel, Lehrbeauftragte im Bereich Pädagogik und Soziale Arbeit
- Andreas-Christian Heidel (* 1989), Wissenschaftlicher Mitarbeiter im Bereich Neues Testament
- Simon Herrmann, Wissenschaftlicher Mitarbeiter im Bereich interkulturelle Theologie
- Detlef Hiller (* 1964), Professor für Internationale Soziale Arbeit
- Andreas Jägers, Wissenschaftlicher Mitarbeiter im Bereich Erziehungswissenschaft
- Mihamm Kim-Rauchholz (* 1971), Lehrbeauftragte für Neues Testament
- Thomas Kleber, Professor für Soziale Arbeit
- David Kramer, Wissenschaftlicher Mitarbeiter im Bereich Systematische Theologie
- Kerstin Schirmer, Wissenschaftliche Mitarbeiterin im Bereich Pädagogik
- Christoph Schrodt (* 1966), Professor für Praktische Theologie
- Daniel Straß, Professor für Erziehungswissenschaft
- Kathrin Thiel, Professorin für Interaktion und Beratung in Non-Profit-Organisationen
- Hildegard Thiesen, Lehrbeauftragte im Bereich Pädagogik und Religionspädagogik
- Markus Zehnder, Professor für Altes Testament

Im Ruhestand:
- Heinzpeter Hempelmann (* 1954), Honorarprofessor für Systematische Theologie und Kulturhermeneutik
- Hartmut Schmid (* 1956), Honorarprofessor für Altes Testament
- Ulrich Giesekus (* 1957), Professor für Psychologie und Counseling
- Wilfried Sturm (* 1958), Professor für Systematische Theologie in pastoraler Praxis
- Gerhard Tauberschmidt, Professor für Übersetzungswissenschaft und Biblische Sprachen

## Auszeichnungen
2019 belegte die IHL im Hochschulranking der Bewertungsplattform StudyCheck den ersten Platz mit der Auszeichnung „Beliebteste Hochschule 2019 in Deutschland“.